# Astragalus ekimii
Astragalus ekimii är en ärtväxtart som beskrevs av Zarre och Hayri Duman. Astragalus ekimii ingår i släktet vedlar, och familjen ärtväxter. Inga underarter finns listade i Catalogue of Life.